# Épouse coupable
Pour plus de détails, voir Fiche technique et Distribution.
Épouse coupable (Jons und Erdme. Die Frau des Anderen) est un film dramatique italo-ouest-allemand réalisée par Victor Vicas et sortie en 1959.

## Synopsis
Lituanie, Province de Prusse-Orientale, 1906 : Erdme quitte son emploi de serveuse après que son mari Jons a provoqué une bagarre dans la taverne où elle travaille ; avec lui, elle part vivre dans une maison abandonnée dans une zone marécageuse. Son seul soutien est son voisin, le forgeron Wittkuhn. L'homme ne jouit pas d'une bonne réputation, il a la réputation d'être un séducteur violent, mais la femme n'est pas indifférente à son charme.
Malgré de nombreuses difficultés, le couple parvient au fil des ans à mettre de côté l'argent nécessaire pour acheter des terres et faire étudier leur fille Katrike qui, une fois adulte, est envoyée à Paris, mais la jeune fille revient enceinte d'un coiffeur qui est prêt à l'épouser si la famille lui accorde un grand terrain. Jons refuse, chasse l'homme et bat Erdme qui décide de le quitter et d'aller à Wittkuhn. Le lendemain matin, la femme revient auprès de son mari juste à temps pour l'empêcher de se suicider.

## Fiche technique
- Titre original allemand : Jons und Erdme. Die Frau des Anderen[1]
- Titre italien : La donna dell'altro[2]
- Titre français : Épouse coupable[3]
- Réalisateur : Victor Vicas
- Scénario : Robert A. Stemmle, Victor Vicas, Tullio Pinelli et Attilio Tellini d'après le récit Jons une Erdme dans Litauische Geschichten (1917) de Hermann Sudermann
- Photographie : Göran Strindberg
- Montage : Ira Oberberg, Walter von Bonhorst (de) (générique)
- Musique : Bernhard Eichhorn
- Production : Kurt Ulrich, Alf Teichs
- Société de production : Kurt Ulrich Film (Berlin), Nembo Film (Rome)
- Pays de production :  Allemagne de l'Ouest,  Italie
- Langue originale : allemand
- Format : Noir et blanc - 1,37:1 - Son mono - 35 mm
- Durée : 112 minutes
- Genre : Comédie romantique
- Dates de sortie :
  - Allemagne de l'Ouest : 4 septembre 1959
  - France : 1960[3]

## Distribution
- Giulietta Masina : Erdme
- Carl Raddatz : Jons Baltruschowsky
- Karin Baal : Katrike, les deux filles
- Richard Basehart : Wittkuhn, le forgeron
- Agnes Fink : Anna, sa femme
- Gert Fröbe : Smailus, marin russe
- Berta Drews : Jasgulka, sa troisième femme
- Werner Peters : Paul Schmidt, coiffeur
- Siegfried Wischnewski : Kipsass, le charlatan
- Willy Rösner : Le prévôt des marais
- Dietmar Schönherr : Directeur de la savonnerie
- Helga Münster : Ulele
- Dorothea Sudermann : Fille à l'usine de savon
- Elke Aberle : un enfant
- Lila Kedrova :

## Production
Le producteur Kurt Ulrich avait l'intention, avec ce film et la production suivante de Julien Duvivier, La Grande Vie, également tournée en 1959, de sortir de l'ornière du divertissement de masse à l'eau de rose qui caractérisait jusqu'alors sa palette de production. Après avoir visionné Les Nuits de Cabiria avec Giulietta Masina, il voulait absolument engager l'actrice italienne pour ces deux films et un troisième prévu (L'Opéra de quat'sous). Il s'est alors rendu à Rome et aurait même battu la concurrence d'Hollywood lors des négociations. Mais après l'échec au box-office des deux coopérations allemandes entre Ulrich et Masina, il n'y eut pas de troisième collaboration avec l'épouse de Fellini. Le troisième film prévu, L'Opéra de quat'sous, n'est entré en production qu'en 1962, avec Hildegard Knef dans le rôle de Masina.
Épouse coupable est tourné à partir de la mi-avril 1959 dans les ateliers de cinéma de Berlin-Tempelhof et en Pologne. La première projection a eu lieu le 4 septembre 1959.
Le producteur Kurt Ulrich a également pris en charge la direction de la production avec Heinz Willeg (de). Les bâtiments ont été conçus par Rolf Zehetbauer. Dorothea Sudermann, une descendante directe de l'auteur Hermann Sudermann, participe également à cette adaptation cinématographique.
Giulietta Masina et Richard Basehart avaient déjà joué ensemble en 1954 avec un succès retentissant dans La strada, puis dans Il bidone (1955).